# Sally Ride
Sally Kristen Ride, née le 26 mai 1951 à Los Angeles et morte le 23 juillet 2012 à La Jolla, est une astrophysicienne et astronaute américaine.
Elle rejoint la National Aeronautics and Space Administration (NASA) en 1978 et devient en 1983 la première Américaine et la troisième femme à voler dans l'espace, après les Soviétiques Valentina Terechkova en 1963 et Svetlana Savitskaïa en 1982. En 2023, elle est la plus jeune astronaute américaine à avoir volé dans l'espace, l'ayant fait à l'âge de 32 ans.
Ride est diplômée de l'université Stanford, où elle obtient un Bachelor of Science en physique et un Bachelor of Arts en littérature anglaise en 1973, un Master of Science en physique en 1975 et un doctorat en physique en 1978 pour ses recherches sur l'interaction des rayons X avec le milieu interstellaire. Elle est sélectionnée comme astronaute spécialiste de mission au sein du groupe d'astronautes 8 de la NASA, la première sélection de cette agence gouvernementale à inclure des femmes. Après avoir terminé sa formation en 1979, elle sert de communicateur de capsule au sol (CapCom, équivalent au contrôleur de vol) pour les deuxième et troisième vols de la Navette spatiale américaine et contribue au développement du bras robotique Canadarm de celle-ci. En juin 1983, elle vole dans l'espace à bord de la navette spatiale Challenger dans le cadre de la mission STS-7. La mission permet le déploiement de deux satellites de télécommunications et le premier shuttle pallet satellite (SPAS-1). Ride actionne le bras robotique pour déployer et récupérer le SPAS-1. Son deuxième vol spatial est la mission STS-41-G en 1984, également à bord de Challenger. Elle passe au total plus de 343 heures dans l'espace et quitte la NASA en 1987.
Ride travaille pendant deux ans au Centre pour la sécurité internationale et le contrôle des armements de l'université Stanford, puis à l'université de Californie à San Diego où elle effectue principalement des recherches sur l'optique non linéaire et la diffusion Thomson. Elle a fait partie des commissions d'enquête sur les accidents des navettes spatiales Challenger et Columbia, étant la seule personne à participer aux deux enquêtes.
Mariée avec l'astronaute Steven A. Hawley pendant ses années à la NASA, elle a eu ensuite une longue relation non publique avec l'ancienne joueuse de tennis et écrivaine Tam O'Shaughnessy. La révélation de cette relation après sa mort fait d'elle la première astronaute lesbiennes, gays, bisexuels et transgenres (LGBT) connue. Elle meurt d'un cancer du pancréas le 23 juillet 2012.

## Biographie

### Jeunesse et études
Sally Kristen Ride est née le 26 mai 1951 dans le quartier d'Encino à Los Angeles, en Californie,. Elle est l'aînée de Dale Burdell Ride et de Carol Joyce Ride (née Anderson). Elle a une sœur, Karen, connue sous le surnom de « Bear »,. Ses deux parents sont des anciens de l'Église presbytérienne. Sa mère, d'origine norvégienne, a travaillé comme conseillère bénévole dans un établissement correctionnel pour femmes. Son père a servi dans l'armée américaine en Europe avec la 103e division d'infanterie pendant la Seconde Guerre mondiale. Après la guerre, il entre au Haverford College dans le cadre de la G.I. Bill, obtient un diplôme de deuxième cycle universitaire à l'université de Californie à Los Angeles et devient professeur de science politique au Santa Monica College.

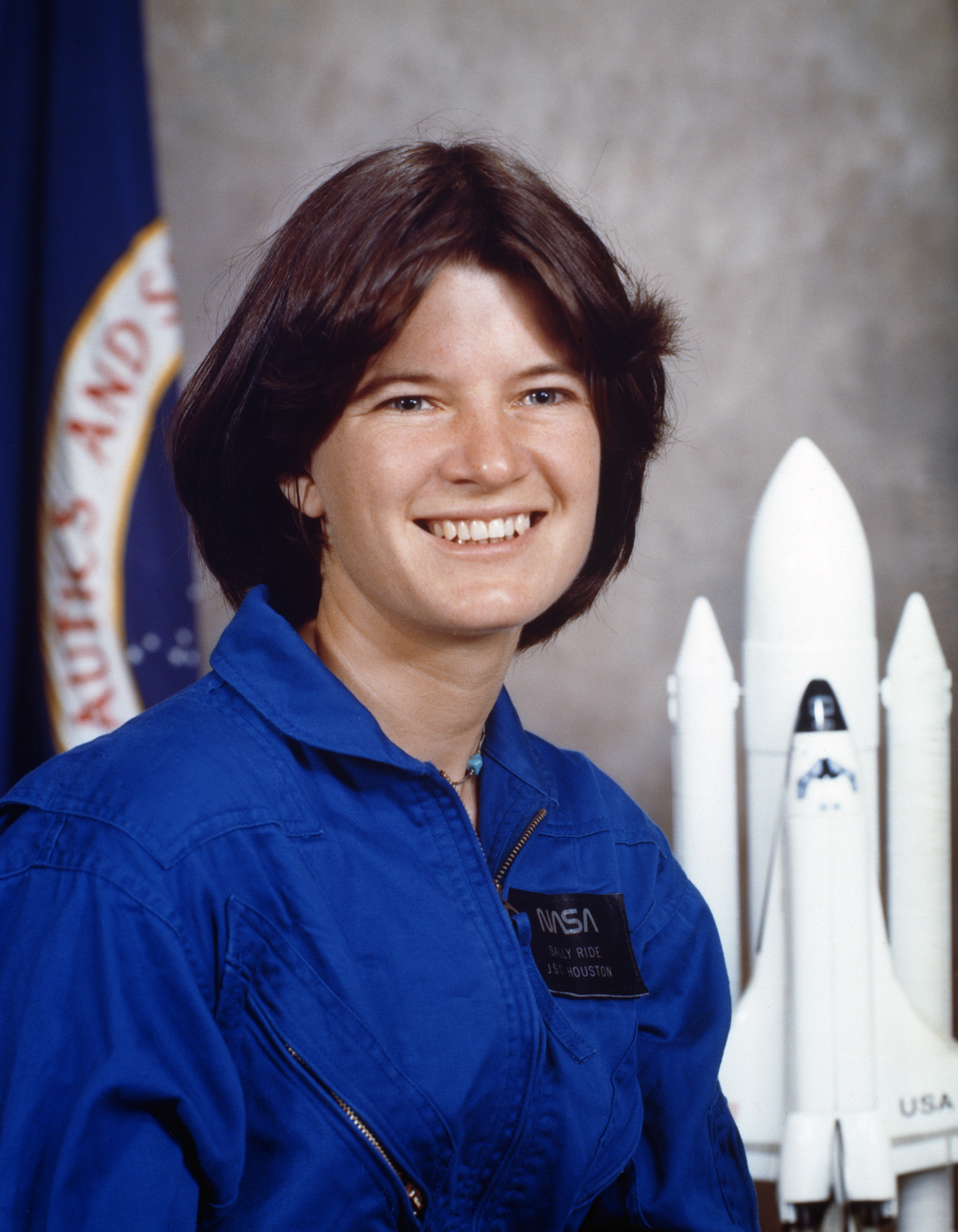
Portrait de Sally Ride à la NASA en 1979.

Ride grandit dans les quartiers de Van Nuys et d'Encino à Los Angeles. En 1960, alors qu'elle a neuf ans, sa famille passe un an à voyager en Europe. En Espagne, Ride joue au tennis pour la première fois. Elle aime le sport, mais le tennis par-dessus tout, et à dix ans, elle est entraînée par Alice Marble, une ancienne no 1 mondiale. En 1963, Ride est classée 20e en Californie du Sud pour les filles âgées de douze ans et moins. Elle fréquente la Encino Elementary School, la Portola Junior High (désormais appelée Portola Middle School), la Birmingham High School (en) puis elle obtient une bourse sportive pour le tennis en tant que sophomore (deuxième année) à la Westlake school for Girls (future Harvard-Westlake School (en)), une école privée exclusive réservée aux filles à Los Angeles,. Elizabeth Mommaerts, qui enseigne la physiologie humaine, devient sa mentor. Ride décide de devenir astrophysicienne. Elle obtient son diplôme en juin 1968, puis elle suit un cours de mathématiques avancées au Santa Monica College pendant les vacances d'été.
Son amie Sue Okie souhaitait fréquenter le Swarthmore College en Pennsylvanie, alors Ride y postule également. Elle a été interviewée par Fred Hargadon, le doyen des admissions, qui est impressionné à la fois par son mental et par ses capacités sportives. Elle est admise grâce à une bourse complète. Elle commence ses études à Swarthmore le 18 septembre 1968. Elle joue au golf et fait partie de l'équipe de hockey sur gazon de l'équipe universitaire de Swarthmore. Elle remporte ses six matchs de tennis inter-universitaires et devient la championne du simple féminin inter-universitaire pour l'Est des États-Unis dans sa catégorie. Elle défend son titre en mai 1969, gagnant sans perdre de set. Toutefois, Ride vit mal son départ de la Californie et, à l'époque précédant la loi qui interdira la discrimination fondée sur le sexe dans les programmes éducatifs financée par le gouvernement fédéral (Titre IX), le tennis féminin n'est pas bien soutenu au niveau universitaire. Swarthmore dispose de quatre courts de tennis mais pas de court intérieur et elle ne peut pas s'entraîner quand il neige. Après trois semestres à Swarthmore, en janvier 1970, elle retourne en Californie, dans le but de devenir joueuse de tennis professionnelle.
Ride entre à l'université de Californie à Los Angeles où elle s'inscrit à des cours de théâtre sur William Shakespeare et de| mécanique quantique, obtenant des A dans les deux matières. Elle est la seule femme à se spécialiser en physique. Elle entretient une relation amoureuse avec l'assistant d'enseignement John Tompkins mais leur relation prend fin en septembre lorsqu'il se rend à Moscou pour mener des recherches à l'Institut de physique des hautes énergies. Sa tentative d'évoluer dans le tennis professionnel échoue car elle se rend compte qu'il lui faut beaucoup plus d'efforts pour atteindre le niveau de forme physique requis et elle doit ainsi s'entraîner huit heures par jour. Elle conclut qu'elle n'a pas ce qu'il faut pour devenir une joueuse de tennis professionnelle.
Ride demande un transfert à l'université Stanford en tant que junior (troisième année). L'entraîneur de tennis est impatient de pouvoir compter sur elle dans l'équipe et, par coïncidence, Fred Hargadon y est désormais le doyen des admissions. Il joue encore une fois un rôle déterminant dans l'approbation de son admission. Elle obtient en 1973 un Bachelor of Science en physique et un Bachelor of Arts en littérature anglaise. Elle obtient ensuite un Master of Science en physique en 1975 et un doctorat en 1978. L'astrophysique et les lasers à électrons libres sont ses domaines d'étude. Elle rédige sa thèse de doctorat sur « l'interaction des rayons X avec le milieu interstellaire » sous la direction d'Arthur B. C. Walker Jr..
À Stanford, Ride renoue avec Molly Tyson, qui a un an de moins qu'elle. Les deux se sont rencontrées sur le circuit du tennis en tant que joueuses de tennis juniors. Bien que Ride ait été classée no 1 à Stanford et que Tyson soit no 6, les deux jouent en double ensemble. Ride quitte ensuite l'équipe de tennis de Stanford pour protester contre le refus de l'université de rejoindre la conférence Pac-8 (futur Pacific-12 Conference) en tennis féminin. Ils sont conseillers au camp d'été TennisAmerica de Dennis Van der Meer près du Lac Tahoe dans le Nevada. En août 1972, Ride joue dans un match de double avec Van der Meer contre Billie Jean King, la joueuse de tennis no 1 mondiale, et Dick Peters, le directeur du camp. Martin Luther King III et Dexter King y sont ramasseurs de balles. Billie Jean King devient sa nouvelle mentor et une amie. Ride la voit gagner le match de la « bataille des sexes » contre Bobby Riggs en 1973. Tyson met fin à leur relation en 1975 et Ride emménage avec Bill Colson, un autre étudiant diplômé en physique récemment divorcé.

### Carrière dans la NASA

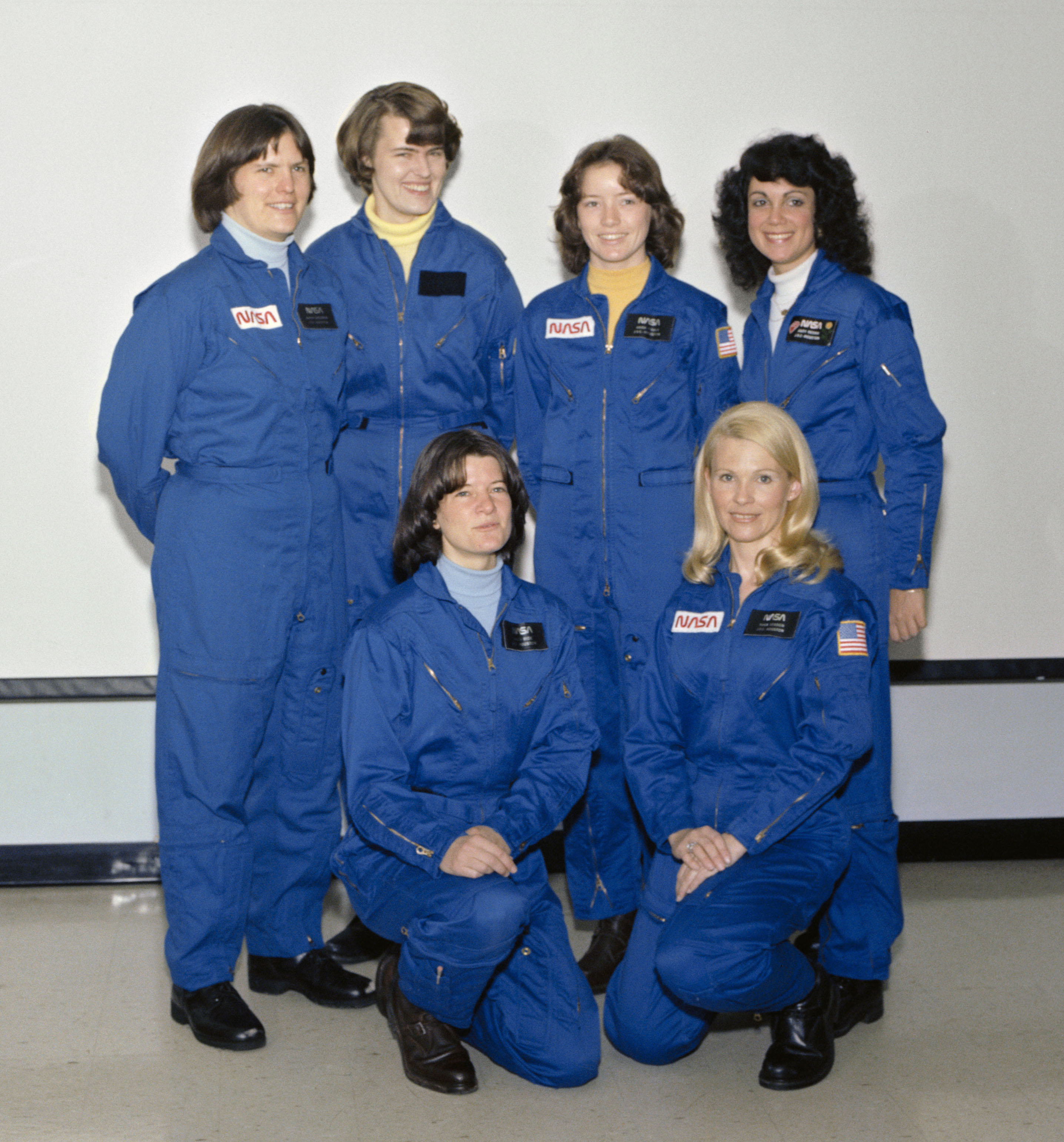
Les six premières femmes sélectionnées pour devenir astronautes de la NASA en 1978 et issues du groupe d'astronautes 8. Rangée arrière, de gauche à droite : Kathryn D. Sullivan, Shannon Lucid, Anna Fisher, Judith Resnik ; assises de gauche à droite : Sally Ride et Rhea Seddon.

#### Sélection comme astronaute
En janvier 1977, Ride repère un article en première page du journal universitaire The Stanford Daily qui explique que la National Aeronautics and Space Administration (NASA) recrute un nouveau groupe d'astronautes pour le programme de la navette spatiale américaine et souhaite recruter des femmes. En effet, aucune femme n'avait été astronaute de la NASA auparavant, bien qu'un projet avait été mis en œuvre pour essayer d'intégrer des astronautes femmes (Mercury 13) et que du côté de l'Union des républiques socialistes soviétiques (URSS), la cosmonaute soviétique Valentina Terechkova a volé dans l'espace dès 1963. Ride envoie une demande par courrier et reçoit les formulaires de candidature. Lorsqu'elle doit solliciter trois personnes connaissant ses qualifications pour son dossier, elle donne les noms de trois personnes avec qui elle avait eu des relations : Colson, Tompkins et Tyson.
Ride est l'une des 8 079 candidatures reçues par la NASA avant la date limite du 30 juin 1977. Elle devient ensuite l'une des 208 finalistes. Elle est la seule femme parmi les vingt candidats du sixième groupe de la sélection, tous candidats à des postes de spécialistes de mission, qui se présentent au Centre spatial Lyndon B. Johnson (JSC) de la NASA à Houston, au Texas, le 3 octobre, pour une semaine d'entretiens et d'examens médicaux. Sa forme physique impressionne les médecins et ils la placent également dans un prototype de dispositif permettant de transporter des astronautes d'une navette spatiale à une autre en cas d'urgence — un Personal Rescue Enclosure (en) (PRE) — pour voir si elle souffre de claustrophobie. Il lui est demandé d'écrire un essai d'une page expliquant pourquoi elle souhaite devenir astronaute. Finalement, elle est interviewée par le comité de sélection. Le 16 janvier 1978, elle reçoit un appel téléphonique de George Abbey, directeur des opérations aériennes de la NASA, qui l'informe qu'elle est sélectionnée au sein du nouveau groupe d'astronautes 8 de la NASA. Elle est l'un des 35 candidats astronautes du groupe, qui compte six femmes (Kathryn D. Sullivan, Shannon Lucid, Anna Fisher, Judith Resnik, Rhea Seddon et elle-même).
Le nom du groupe 8 est « TFNG ». L'abréviation est délibérément ambiguëe : à des fins publiques, il signifie Thirty-Five New Guys (« Trente-cinq nouveaux gars »), mais au sein du groupe lui-même, il est connu pour représenter l'expression militaire péjorative The fucking new guy (« le putain de nouveau gars ») utilisée pour désigner les nouveaux arrivants dans une unité militaire. Officiellement, ils sont candidats astronautes et ne deviendront des astronautes à part entière qu'après avoir terminé leur formation. Ride est classé « GS-12 » dans la fonction publique, avec un salaire de 21 883 $ (soit l'équivalent de 98 183 $ en 2022). Elle achète un appartement dans la région de Nassau Bay au Texas, et emménage avec Colson, qui a obtenu une subvention de recherches à l'université Rice afin d'emménager ensemble à Houston. Il devient le seul partenaire de la seule candidate astronaute célibataire. Ride et Colson se séparent en janvier 1979 et elle fréquente brièvement son collègue astronaute Robert L. Gibson (dit Hoot Gibson).

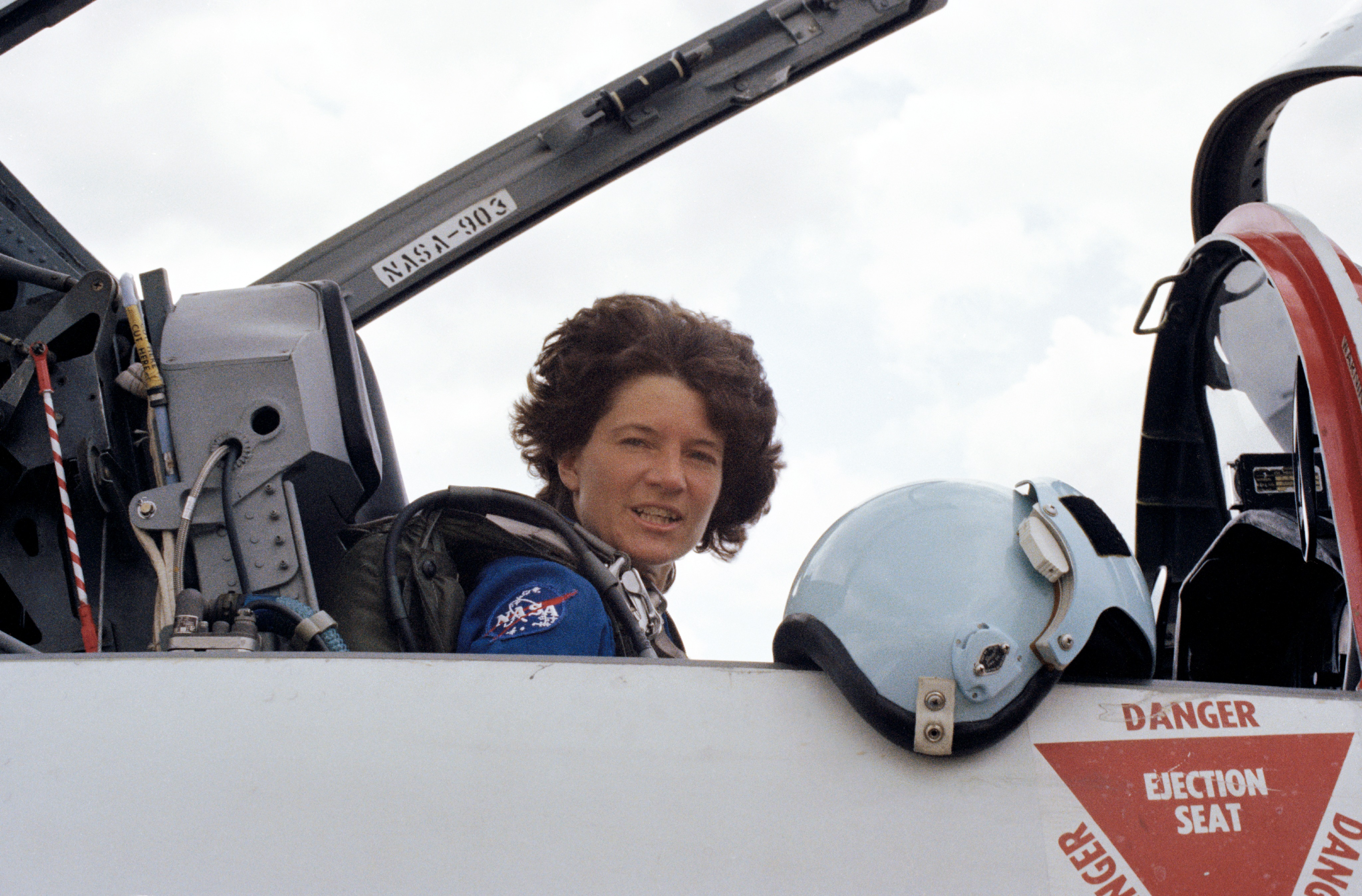
Sally Ride dans le poste de pilotage d'un Northrop T-38 Talon en juin 1983.

La formation des candidats astronautes comprend l'apprentissage du pilotage de l'avion à réaction Northrop T-38 Talon de la NASA. Officiellement, les spécialistes de mission ne sont pas obligés de se qualifier en tant que pilote car s'ils doivent avoir les bases du pilotage, ils sont passagers et doivent gérer une urgence seulement si le pilote n'est plus en capacité. Ils ne doivent ainsi jamais contrôler l'avion en dessous de 1 500 mètres pour éviter les accidents, mais de nombreux pilotes astronautes et candidats pilotes, désireux de partager leur amour du vol, ignorent les règles et laissent les candidats spécialistes de mission les plus compétents piloter plus bas que cette limite. Son collègue John M. Fabian l'a fait même voler avec les fenêtres occultées et en utilisant uniquement les instruments. Ride aime tellement voler qu'elle suit des cours de pilotage privés pour obtenir une licence de pilote privé. Elle achète une participation partielle dans un avion Grumman American AA-5 (version Tiger) qu'elle pilote le week-end. Le 31 août 1979, la NASA annonce que les 35 candidats astronautes ont terminé leur formation et leur évaluation et sont désormais officiellement astronautes, c'est-à-dire qualifiés pour la sélection dans les équipages de vols spatiaux.
En 1981, Ride commence à fréquenter Steven A. Hawley, un autre membre du TFNG. Ils emménagent ensemble et se considèrent comme fiancés. Contrairement à Colson, il n'est pas au courant de sa relation antérieure avec Tyson. Ils se marient le 26 juillet 1982, dans l'arrière-cour de la maison des parents de Hawley à Salina, au Kansas. Ride vient de Houston pour l'occasion dans son Grumman et porte un jean blanc. La cérémonie est dirigée conjointement par le père de Hawley, Bernard, pasteur de l'église presbytérienne locale, et par la sœur de Ride, Bear. L'événement est délibérément gardé discret, avec uniquement la participation des parents et des frères et sœurs. Ils deviennent le troisième couple d'astronautes de la NASA, après Rhea Seddon et Robert L. Gibson (dit Hoot Gibson), mariés quelques mois auparavant, et Anna Fisher et son mari William F. Fisher (dit Bill Fisher), devenus un couple d'astronautes lorsque ce dernier est sélectionné avec le groupe d'astronautes 9 de la NASA en 1980. Ride ne prend pas le nom de son mari.

#### STS-7

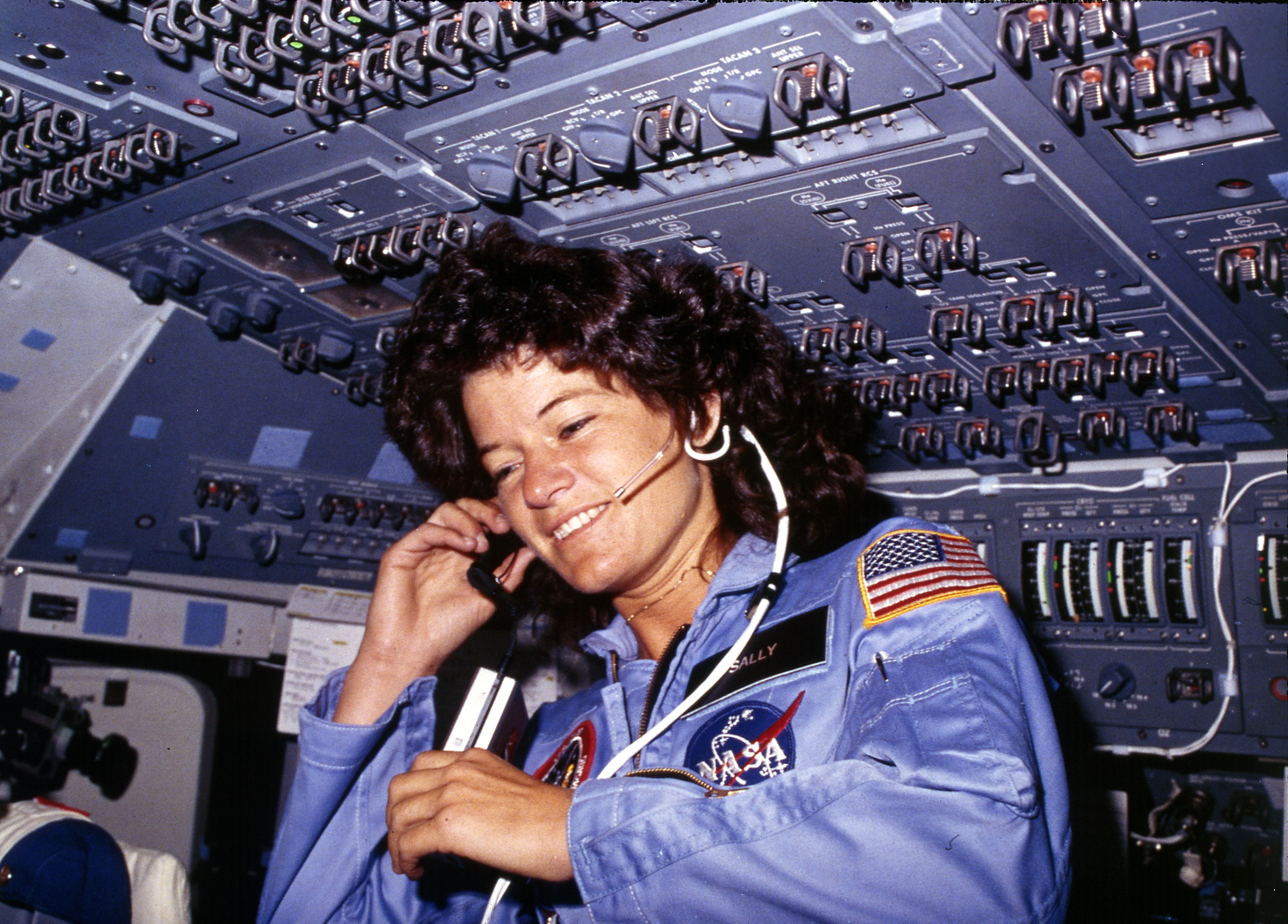
Sally Ride en communication avec les contrôleurs au sol pendant sa mission STS-7 sur Challenger en juin 1983.

Sally Ride sert de communicateur de capsule au sol (Capsule Communicator, CapCom) pour les deuxième (STS-2) et troisième (STS-3) vols de la navette spatiale et contribue au développement du Shuttle Remote Manipulator Systeme (RMS), également connu sous le nom de « Canadarm », un bras manipulateur mécanique conçu par le Canada et attaché à la navette spatiale américaine,. Elle est la première femme à occuper le poste de CapCom. Au début de l'année 1982, George Abbey et le chef du Bureau des astronautes, John Young, veulent commencer à planifier des missions avec les TFNG, en commençant par la septième mission de la navette spatiale. Pour la commander, ils choisissent Robert Crippen qui avait volé avec Young lors de la première mission (STS-1) de la navette spatiale. Ils veulent également qu'une femme participe à la mission, et comme la mission implique l'utilisation du RMS, le choix se porte sur Ride, Judith Resnik et Anna Fisher qui s'y sont spécialisées. Les facteurs en faveur  d'une sélection de Ride comprennent sa personnalité agréable et sa capacité à travailler avec les autres, ses performances en tant que CapCom et ses compétences avec le Canadarm. Cependant, le directeur du centre spatial Lyndon B. Johnson Christopher Kraft préfère Fisher et Abbey doit défendre sa décision. Le siège de la NASA approuve finalement la sélection de Ride, qui est officiellement annoncée en avril 1982.
En tant que première Américaine à voler dans l'espace, Ride fait l'objet de l'attention des médias. Il y a plus de cinq cents demandes d'entretiens privés, qui sont toutes refusées. Au lieu de cela, la NASA organise la conférence de presse habituelle avant le lancement d'une mission le 24 mai 1983. Des questions telles que « Le vol affectera-t-il vos organes reproducteurs ? » et « Pleurez-vous quand les choses tournent mal au travail ? » y sont posées. Elle y répond en insistant sur le fait qu'elle ne se voit que d'une seule manière : en tant qu'astronaute. La NASA est encore en train de s'adapter aux femmes astronautes et les ingénieurs demandent à Ride de les aider à développer un « kit de maquillage spatial », en supposant que ce serait quelque chose qu'une femme voudrait à bord. Peu informés, ils suggèrent également de fournir à Ride une réserve de 100 tampons pour la mission de six jours,.
Lorsque la navette spatiale Challenger décolle du centre spatial Kennedy (KSC) le 18 juin 1983, Ride devient la première Américaine et la troisième femme à voler dans l'espace. Elle est également devenue la plus jeune astronaute américaine dans l'espace (il y avait eu des cosmonautes plus jeunes). De nombreuses personnes présentes au lancement portent des tee-shirts portant les mots « Ride, Sally Ride », paroles de la chanson Mustang Sally (1965) de Wilson Pickett et jeu de mots sur le patronyme de l'astronaute. Le but de la mission est de déployer deux satellites de télécommunications : Anik C2 pour Télésat (Canada) et Palapa B1 (Indonésie) qui seront tous deux déployés avec succès au cours des deux premiers jours de la mission.

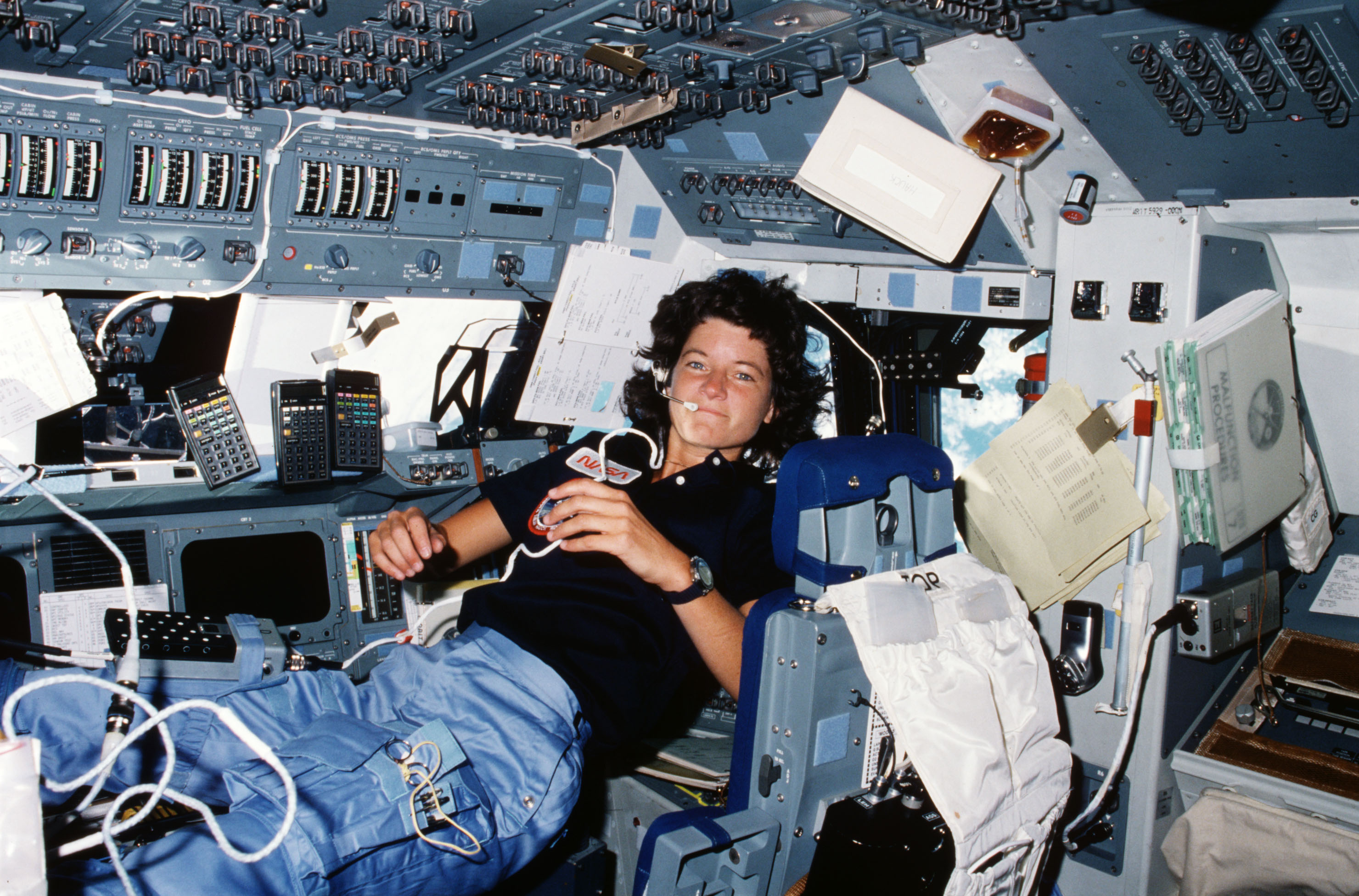
Sally Ride flottant librement dans le poste de pilotage de la navette spatiale Challenger pendant la mission STS-7.

La mission transporte également le premier shuttle pallet satellite (SPAS-1), qui lui-même transporte dix expériences pour étudier la formation d'alliages métalliques en microgravité. Une partie du travail de Ride consiste à faire fonctionner le bras robotique Canadarm pour déployer puis récupérer SPAS-1, qui doit être ramené sur Terre. Les petites fusées du Reaction Control System (RCS) de l'orbiteur sont activées tandis que SPAS-1 est tenu par le système de télémanipulation pour tester le mouvement sur le bras en position étendue. STS-7 est également la première mission où une photographie de la navette spatiale en orbite est prise. Cela est réalisé à l'aide du SPAS-1. Ride manipule le bras robotique en forme de nombre « 7 » tel qu'il apparait sur l'insigne de mission. En outre, la mission étudie le mal de l'espace, une crise de nausée fréquemment ressentie par les astronautes au cours de la première phase d'un vol spatial,. Ride n'est pas affectée et n'a pas besoin de médicaments pour ce syndrome. Le mauvais temps force le Challenger à atterrir à la base aérienne Edwards en Californie au lieu de la piste de la navette au centre spatial Kennedy. La mission dure 6 jours, 2 heures, 23 minutes et 59 secondes.
Désormais célèbre, Ride et ses camarades d'équipage du STS-7 passent les mois qui suivent la mission en tournée. Elle rencontre le gouverneur de Californie, George Deukmejian, et le maire de New York, Ed Koch. Elle témoigne devant le Congressional Space Caucus sur l'efficacité du bras robotique et s'adresse à l'organisation professionnelle de journalistes National Press Club, mais refuse d'être présente avec Bob Hope qu'elle considère comme sexiste. L'équipage présente au président des États-Unis Ronald Reagan des sucreries qui avaient été transportées pendant le vol. En septembre 1983, de sa propre initiative, elle rencontre Svetlana Savitskaïa, la deuxième femme à voler dans l'espace, à Budapest. Les deux femmes développent instantanément une camaraderie et conversent pendant six heures, grâce à la maîtrise de l'anglais de Savitskaïa. Elles échangent des cadeaux : Savitskaïa offre à Ride des poupées russes, des livres et un foulard, et Ride lui donne un petit bijou qui avait volé pendant la mission STS-7  ainsi qu'un vêtement avec marqué « TFNG ». Elles signent également des autographes.

#### STS-41-G

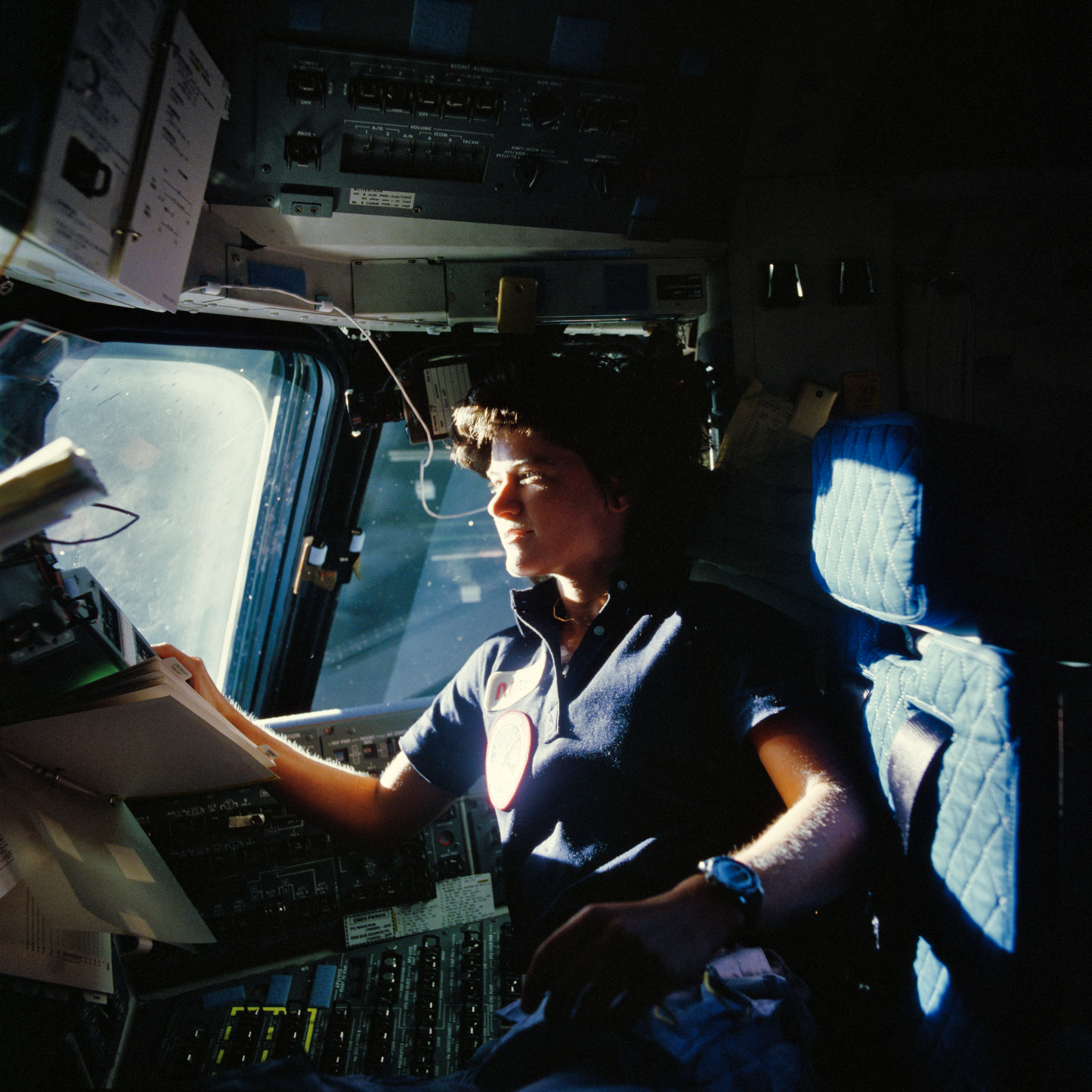
Sally Ride dans la cabine de Challenger durant la mission STS-41-G.

Alors qu'elle est encore engagée dans la tournée publicitaire, Abbey assigne Ride à l'équipage du STS-41-G à la demande de Crippen. Ce dernier avait été affecté à une autre mission, STS-41-C, et voulait à nouveau Ride comme ingénieur de vol afin qu'elle puisse le remplacer pendant la formation de l'équipage pour le STS-41-G. Lors des simulations de mission, elle est assise sur le siège gauche du commandant de la navette. Ride deviendrait ainsi la première Américaine à voler deux fois, et sa coéquipière du TFNG, Kathryn D. Sullivan, deviendrait la première Américaine à effectuer une sortie extravéhiculaire (EVA) — Svetlana Savitskaïa était déjà devenue la première femme à faire les deux lorsqu'elle a volé dans l'espace lors de la mission Soyouz T-12 en juillet 1984. Cependant, ce serait la première fois que deux femmes se trouvent ensemble dans l'espace.
La mission décolle du centre spatial Kennedy à bord de l'orbiteur Challenger le 5 octobre 1984. Les astronautes novices du vol font attention à ne pas se déplacer trop tôt, de peur de souffrir du mal de l'espace, mais Ride étant désormais un astronaute vétéran, elle sait qu'elle ne sera pas gênée. Une fois en orbite, elle commence immédiatement à se déplacer. L'équipage déploie le Earth Radiation Budget Satellite, effectue des observations scientifiques de la Terre avec OSTA-3 (qui comprend le radar SIR-B, les expériences FILE et MAPS) et un appareil photographique grand format (LFC), mène de nombreuses expériences depuis l'intérieur de la navette et active huit unités du programme Getaway Special contenant des expériences.
Lorsque l'antenne SIR-B ne se déplie pas correctement, Ride utilise le bras robotique pour la secouer. Elle répare également une antenne cassée sur le pont intermédiaire. Au cours du deuxième jour de la mission, l'antenne SIR-B doit être rangée pour que l'orbite de Challenger puisse être modifiée, mais ses loquets ne se fixent pas et l'antenne ne se ferme pas. Ride utilise de nouveau le bras robotique pour les fermer. Sullivan effectue une sortie extravéhiculaire avec son collègue spécialiste de mission TFNG David C. Leestma dans laquelle ils montrent qu'un satellite peut être ravitaillé (en hydrazine) en orbite. Au cours de cette mission, Challenger effectue 132 orbites autour de la Terre en 197,5 heures, atterrissant au centre spatial Kennedy le 13 octobre 1984,,. Durant la mission, Ride emporte avec elle une écharpe en soie qui avait été portée par la pionnière de l'aviation Amelia Earhart. Lors de ses deux vols, Ride a passé plus de 343 heures dans l'espace.

#### Troisième mission planifiée

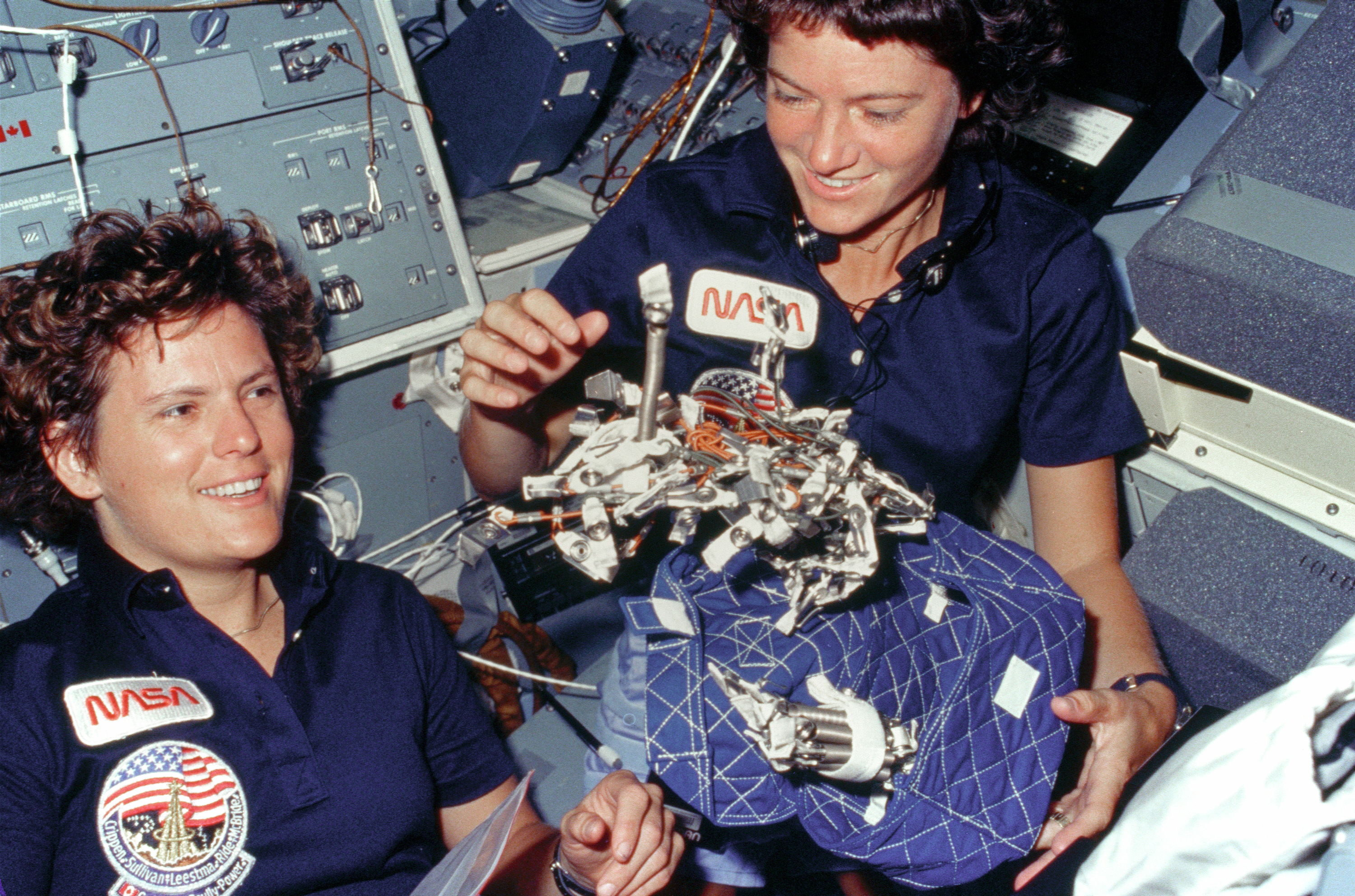
Les astronautes Kathryn D. Sullivan (à gauche) et Sally Ride présentant un dispositif de retenue pour le sommeil dans l'espace pendant la mission STS-41-G le 6 octobre 1984.

Sally Ride est bientôt de retour dans la rotation des équipages, s'entraînant pour son troisième vol, STS-61-I. Cette mission doit être effectuée au plus tard le 15 juillet 1986 et doit déployer les satellites de télécommunication Intelsat VI-1 et INSAT 1-C et transporter le Materials Science Lab-4. L'équipage est ensuite transféré sur STS-61-M, une mission de déploiement du Tracking and Data Relay Satellite System (TRDS) prévue pour juillet 1986. Ride participe également à deux autres missions en tant que CapCom.
Le 7 janvier 1986, Sally Ride fourni une référence élogieuse à son amie — et future biographe — Lynn Sherr pour le projet Journalist in Space Project de la NASA. Sherr est l'une des finalistes. En 1985, Ride commence une liaison avec Tam O'Shaughnessy. Les deux femmes se connaissent depuis le circuit de tennis junior où Ride est à Stanford. O'Shaughnessy vit maintenant à Atlanta et a récemment rompu avec sa compagne. Ride lui rend visite lorsqu'elle se rend à Atlanta pour des allocutions. Steven A. Hawley est conscient que son mariage est en difficulté, mais pas que O'Shaughnessy est plus qu'une amie pour Ride. Cette dernière remplit toujours ses fonctions d'épouse astronaute pour Hawley lorsqu'il vole dans l'espace pour la deuxième fois sur STS-61-C en janvier 1986. En effet, les astronautes et leurs épouses sont mis en quarantaine pendant quelques jours avant le lancement et restent à la « maison de plage des astronautes » au centre spatial Kennedy. Les conjoints sont censés assister aux événements avant et après les lancements, y compris la tournée publicitaire post-mission. Cela peut être angoissant pour un couple dont le mariage est sur le point de se briser.

#### Commission Rogers

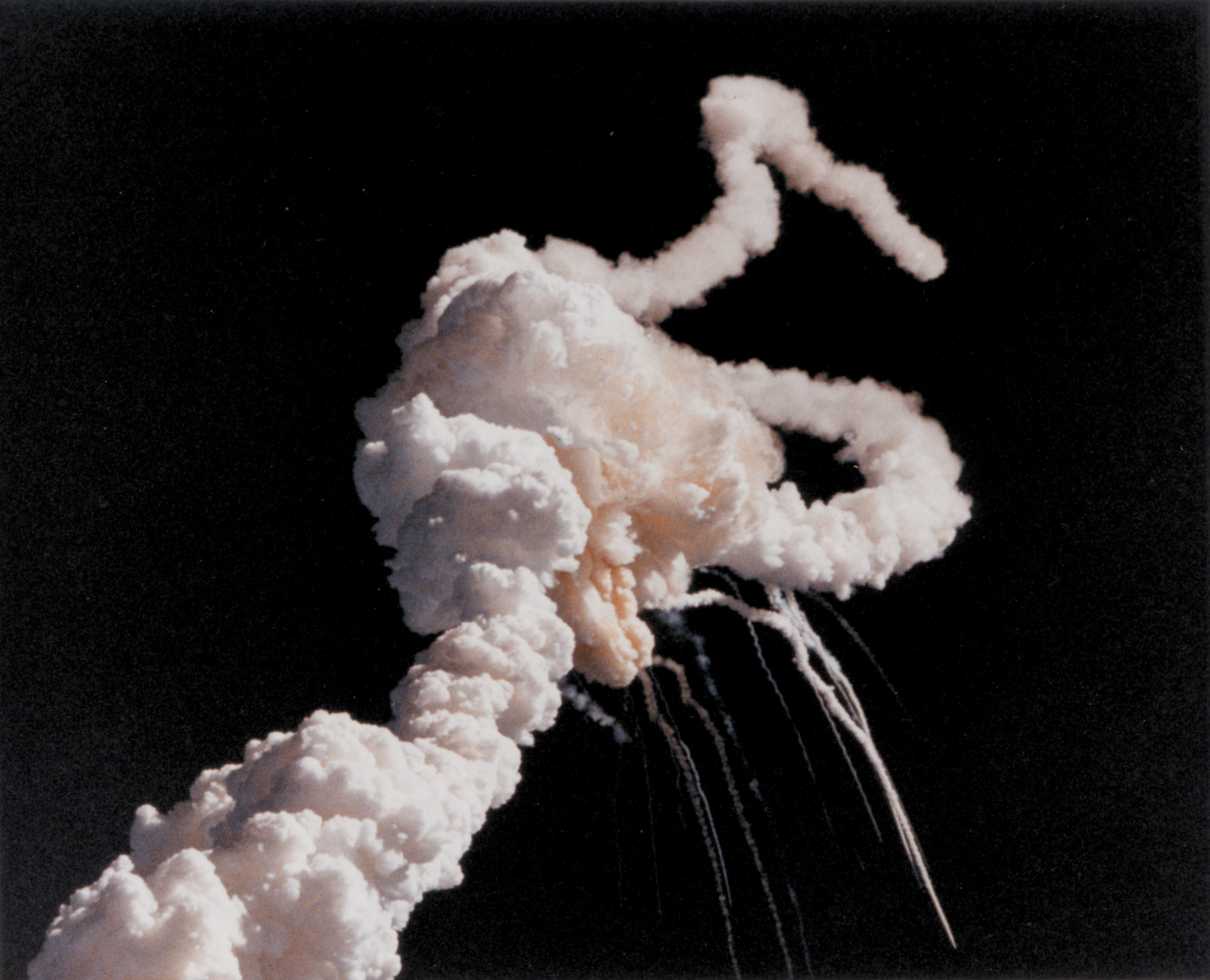
L'explosion de la navette Challenger peu après son décollage le 28 janvier 1986 et qui provoque la mort des sept astronautes de l'équipage de la mission STS-51-L : Christa McAuliffe, Judith Resnik, Gregory Jarvis, Ronald McNair, Ellison Onizuka, Francis Scobee et Michael Smith.

STS-61-M est annulé après l'accident de la navette spatiale Challenger le 28 janvier 1986. Ride est nommée à la Commission Rogers, la commission présidentielle enquêtant sur la catastrophe, et dirige son sous-comité sur les opérations. Elle est la seule astronaute de la navette spatiale et la seule employée actuelle de la NASA à faire partie de la commission.
Après sa mort en 2012, le major général Donald J. Kutyna, autre membre de la commission, révèle qu'elle lui a discrètement fourni des informations clés sur les joints toriques, à savoir qu'ils deviennent rigides à basse température, ce qui sera finalement identifié comme la cause de l'explosion. Pour protéger sa source, ils ont ensuite transmis cette information au physicien Richard Feynman, également membre de la commission. Ride est encore plus perturbée par les révélations sur les dysfonctionnements des processus de prise de décision et d'évaluation des risques de la NASA qui ont conduit au désastre,,. Selon Roger Boisjoly, qui est l'un des ingénieurs qui ont mis en garde contre ces problèmes techniques de la navette spatiale, après que l'ensemble du personnel de Morton-Tiokol l'eut boudé, Ride est la seule personnalité publique à lui montrer son soutien lorsqu'il révèle son identité et rend public ses avertissements préalables. Ride le serre ainsi publiquement dans ses bras pour lui apporter son soutien. La Commission Rogers soumet son rapport le 6 juin 1986.
À la suite de l'enquête, Ride est affectée au siège de la NASA à Washington où elle dirige le premier effort de planification stratégique de la NASA. Durant cette période, elle est l'autrice d'un rapport intitulé NASA Leadership and America's Future in Space (« Le leadership de la NASA et l'avenir de l'Amérique dans l'espace »). La direction de la NASA étant mécontente de la priorité donnée à l'exploration de la Terre plutôt qu'à une mission sur Mars, elle fonde l'Office of Exploration de la NASA, qu'elle dirige pendant deux mois. Le week-end, elle s'envole pour Atlanta pour être avec O'Shaughnessy.
En octobre 1986, elle publie un livre pour enfants, To Space and Back (1986), qu'elle a co-écrit avec Sue Okie, son amie de lycée et de Swarthmore,.

### Après la NASA
En mai 1987, Ride annonce qu'elle quitte la NASA pour effectuer une bourse de deux ans au Centre pour la sécurité internationale et le contrôle des armements (CISAC) de l'université Stanford, à compter du 15 août 1987. Elle divorce de Steven A. Hawley en juin. À Stanford, parmi ses collègues figure Condoleezza Rice, spécialiste de l'Union soviétique. Ride recherche des moyens permettant de compter et de vérifier les ogives nucléaires depuis l'espace, mais la fin imminente de la guerre froide rend cette question beaucoup moins urgente. Alors que la fin de sa bourse approche, Ride espére obtenir un poste permanent à Stanford. Sidney Drell, qui l'a recrutée, tente d'amener un département à la nommer professeur mais sans succès. Drell démissionne de la CISAC en signe de protestation.
Le 1er juillet 1989, Ride devient professeur de physique à l'université de Californie à San Diego (UCSD) et directeur du California Space Institute (Cal Space), une entité de l'Institut d'océanographie Scripps, lui-même rattaché à l'université. Elle reçoit un salaire de professeur de 64 000 $ (l'équivalent de 151 000 $ en 2022) plus une allocation de 6 000 $ en tant que directrice de Cal Space, qui emploie 28 employés à temps plein et à temps partiel et dispose d'un budget de 3,3 millions de dollars (l'équivalent de 8 millions de dollars en 2022). Ses recherches portent principalement sur l'étude de l'optique non linéaire et de la diffusion Thomson. Elle reste directrice de Cal Space jusqu'en 1996. Elle prend sa retraite de l'UCSD en 2007 et devient professeur émérite.
Du milieu des années 1990 jusqu'à sa mort, Ride dirige deux programmes de sensibilisation du public pour la NASA : les projets Sally Ride EarthKAM (en) pour la station spatiale internationale et MoonKAM dans le cadre de la mission Gravity Recovery and Interior Laboratory (GRAIL), en coopération avec le Jet Propulsion Laboratory (JPL) de la NASA et l'UCSD. Les programmes permettent à des écoliers de demander des images de la Terre et de la Lune. Ride achète une maison à La Jolla, en banlieue de San Diego, et y emménage avec O'Shaughnessy après avoir accepté un poste d'enseignante au San Diego Mesa College. Elle refuse les offres du président des États-Unis Bill Clinton de devenir administrateur de la NASA, ne voulant pas partir de Californie, mais accepte de siéger au Comité présidentiel des conseillers en science et technologie (PCAST). Cela implique de se rendre à Washington régulièrement pour des études et des présentations. En raison de son expérience à la CISAC, Clinton l'a nomme à un panel du PCAST présidé par John Holdren pour évaluer le risque que des matières fissiles soient volées en Russie et finissent entre les mains de terroristes.
De septembre 1999 à juillet 2000, Ride est présidente du site web d'informations spatiales Space.com, une société qui regroupe des informations sur la science et l'espace. Elle devient ensuite présidente et directrice générale de Sally Ride Science (en), une entreprise qu'elle cofonde avec O'Shaughnessy, qui en est présidente-directrice générale et présidente du conseil d'administration,. Sally Ride Science créé des programmes et des publications scientifiques de vulgarisation pour les élèves des écoles primaires et secondaires, avec un accent particulier pour les filles,. Ride et O'Shaughnessy co-écrivent six livres sur l'espace destinés aux enfants, dans le but d'encourager les enfants à étudier les sciences,.
En 2003, Ride siège au Columbia Accident Investigation Board après l'accident de la navette spatiale Columbia le 1er février 2003 et est la seule personne à avoir siéger à la fois au comité qui a enquêté sur l'accident de la navette spatiale Challenger et à celui-ci,. Elle soutient le candidat présidentiel Barack Obama lors de sa candidature en 2008, et est contactée par Lori Garver, chef de l'équipe de transition de Barack Obama pour la NASA en 2008, mais indique une fois de plus clairement qu'elle n'est pas intéressée par le poste d'administrateur de la NASA. Elle siège au conseil d'administration de la National Math and Science Initiative (en) en 2007 et de Educate to Innovate initiative en 2009, puis est membre de la Commission Augustine qui mène un examen indépendant de la politique spatiale américaine demandé par l'Office of Science and Technology Policy (OSTP) le 7 mai 2009,.

### Mort

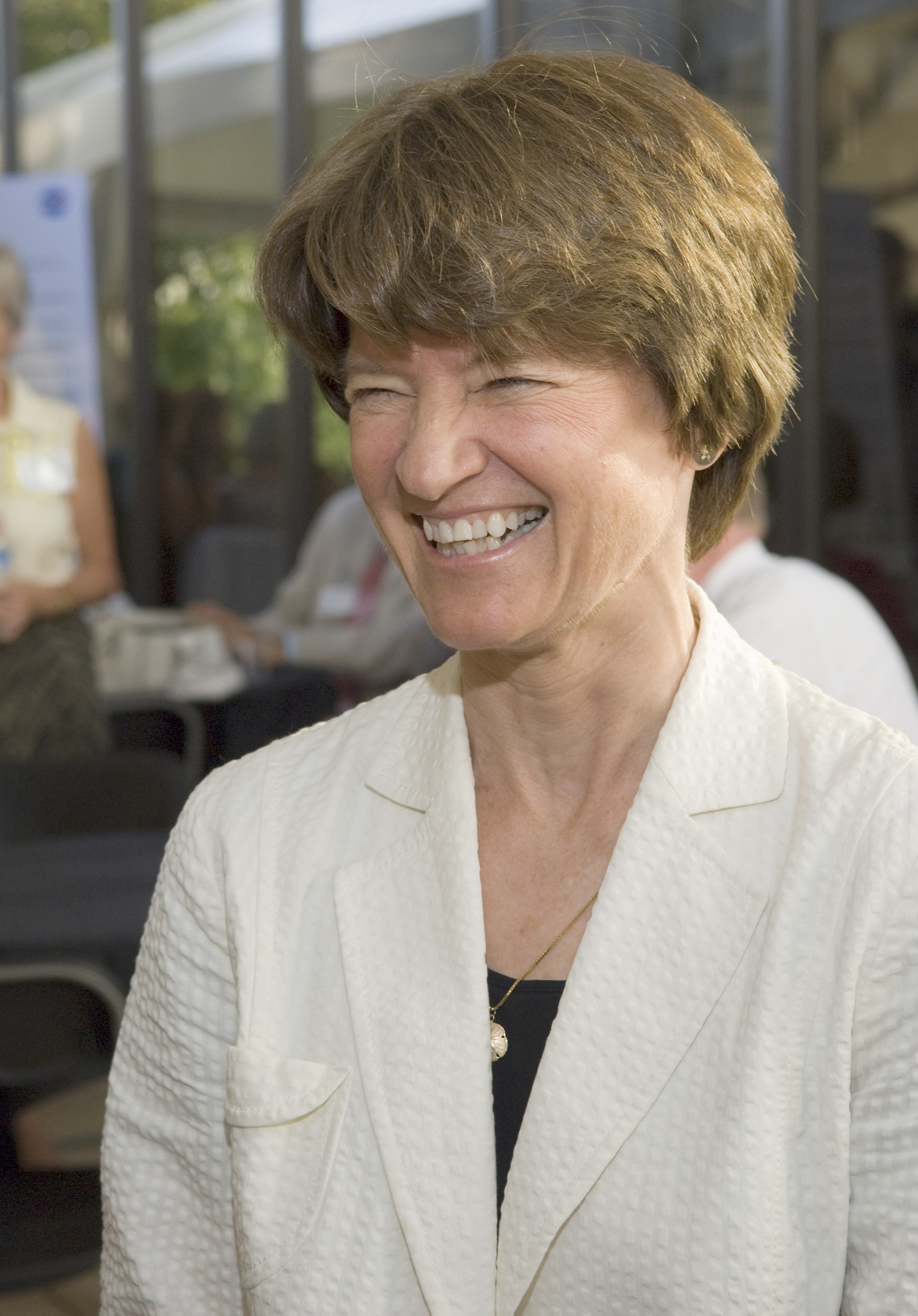
Sally Ride lors d'une visite au Goddard Space Flight Center pour une visite guidée et un discours, en juillet 2008.

Lorsque Sally Ride prononce un discours lors de la National Science Teachers Association Conference à San Francisco le 10 mars 2011, O'Shaughnessy et un ami notent qu'elle a l'air malade. Alarmée, O'Shaughnessy lui demande de prendre rendez-vous chez le médecin dès le lendemain. Une échographie révèle alors une tumeur de la taille d'une balle de golf dans son abdomen. Une tomodensitométrie (scanner) de suivi à l'UCSD confirme un diagnostic de cancer du pancréas. Elle subit une chimiothérapie et une radiothérapie pour réduire la taille de la tumeur. Ride s'était assurée qu'O'Shaughnessy hérite de sa succession lorsqu'elle a rédigé son testament en 1992. Elles enregistrent leur « partenariat domestique » (union civile possible en Californie) le 15 août 2011. Le 27 octobre, les chirurgiens lui retirent une partie du pancréas, des voies biliaires, de l'estomac et de l'intestin, puis sa vésicule biliaire.
Ride meurt le 23 juillet 2012, à l'âge de 61 ans, à son domicile de La Jolla,,,,. Après la crémation, ses cendres sont enterrées à côté de celles de son père au Woodlawn Memorial Cemetery de Santa Monica. Ses archives se trouvent dans les archives du National Air and Space Museum de la Smithsonian Institution. La nécrologie de Ride révèle publiquement pour la première fois qu'O'Shaughnessy est sa partenaire depuis 27 ans,. Cela fait de Sally Ride la première astronaute lesbiennes, gays, bisexuels et transgenres (LGBT) connue,,. La relation est confirmée par la sœur de Ride, Bear, qui déclare que Ride avait choisi de garder sa vie personnelle privée, y compris sa maladie et son traitement.

## Trophées, honneurs et postérité
« Partout où je vais, je rencontre des filles et des garçons qui veulent devenir astronautes et explorer l'espace, […] qui aiment l'océan et veulent devenir océanographes, ou […] aiment les animaux et veulent devenir zoologistes, […] qui aiment concevoir des choses et veulent devenir ingénieurs. Je veux voir ces mêmes étoiles dans leurs yeux dans 10 ans et savoir qu'elles sont en route. »

— Sally Ride, citée en 2015 lors de ce qui aurait été son 64e anniversaire.
Sally Ride reçoit de nombreux prix tout au long de sa vie et par la suite. Elle reçoit le prix Wernher von Braun de la National Space Society (NSS), le Lindbergh Eagle du Charles A. Lindbergh Fund et le prix Theodore Roosevelt de la National Collegiate Athletic Association (NCAA). En 1984, elle reçoit le prix Samuel S. Beard pour le meilleur service public décerné par un individu de 35 ans ou moins, un prix décerné chaque année par la Jefferson Awards Foundation (en). En 1984, elle reçoit les clés de Los Angeles du maire Tom Bradley. Cet honneur est conservé au National Air and Space Museum (NASM) avec des objets de Sally Ride : notamment une raquette de tennis où elle aurait eu sa première leçon et trois reliques de la mission STS-7 : un casque d'aviateur, un insigne de mission spatiale et sa veste de vol ; tous donné par Tam O'Shaughnessy.
Elle est intronisée au National Women's Hall of Fame en 1988 et à l'United States Astronaut Hall of Fame et reçoit à deux reprises la NASA Space Flight Medal. Le gouverneur de Californie Arnold Schwarzenegger et sa femme Maria Shriver intronise Sally Ride au California Hall of Fame du California Museum le 6 décembre 2006. Elle était depuis 1986 déjà intronisée au Temple de la renommée des femmes du Texas. En 2007, elle est intronisée au National Aviation Hall of Fame de Dayton, dans l'Ohio.
Des écoles élémentaires aux États-Unis portent son nom, notamment l'école élémentaire Sally Ride à The Woodlands, au Texas, et l'école élémentaire Sally Ride à Germantown, dans le Maryland.
Sally Ride dirige des programmes de sensibilisation du public et d'éducation pour la mission Gravity Recovery and Interior Laboratory (GRAIL) de la NASA, qui a envoyé des satellites jumeaux pour cartographier la gravité de la Lune. Le 17 décembre 2012, les deux sondes GRAIL, Ebb et Flow, reçoivent l'ordre de terminer leur mission en s'écrasant sur une montagne lunaire sans nom, près du cratère Goldschmidt. La NASA annonce alors qu'elle nomme le site de l'écrasement en son honneur,. Également en décembre 2012, la Space Foundation décerne à Ride sa plus haute distinction, le General James E. Hill Lifetime Space Achievement Award.
En avril 2013, l'United States Navy annonce qu'un navire océanographique serait nommé en l'honneur de Ride Le RV Sally Ride (AGOR-28) est baptisé par O'Shaughnessy le 9 août 2014 et livré à l'Institut d'océanographie Scripps en 2016. Il s'agit du premier navire de la flotte de recherche à porter le nom d'une femme scientifique,.
Un « hommage national à Sally Ride » a lieu au John F. Kennedy Center for the Performing Arts à Washington le 20 mai 2013. Ce jour-là, le président des États-Unis Barack Obama annonce que Ride recevra la médaille présidentielle de la Liberté, la plus haute distinction civile aux États-Unis. La médaille est remise à O'Shaughnessy lors d'une cérémonie à la Maison-Blanche le 20 novembre 2013,. En juillet 2013, le magazine Flying classe Ride au 50e rang de sa liste des « 51 héros de l'aviation ». Pour leur premier match en mars 2019, les joueuses de l'équipe des États-Unis féminine de soccer portent chacune un maillot avec dans le dos le nom d'une femme à laquelle elles souhaitent rendre hommage : Tierna Davidson choisi le nom de Sally Ride.

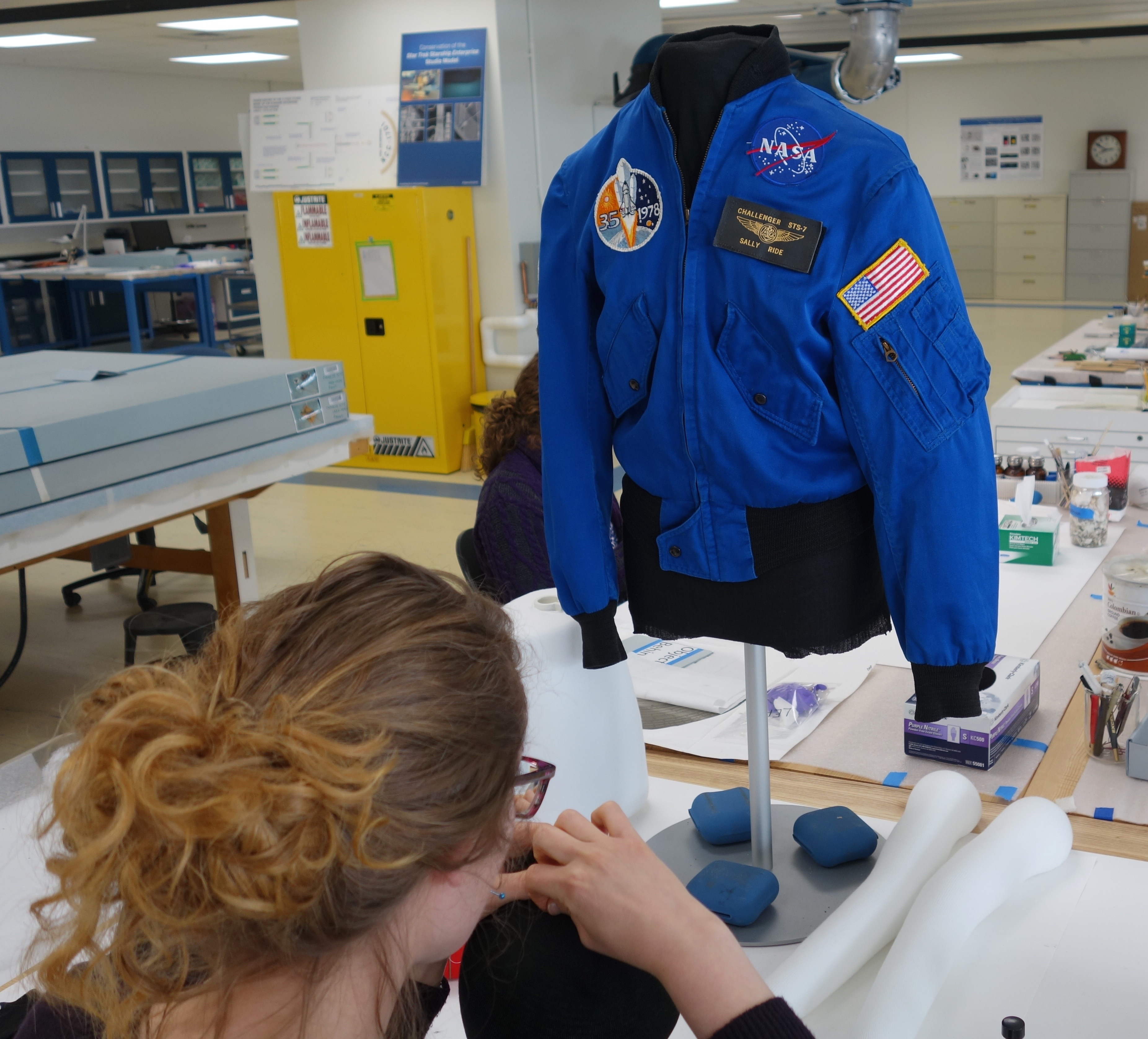
La veste de vol de Sally Ride en cours de restauration à la Smithsonian Institution en vue d'être exposée en 2016.

Sally Ride est intronisée au Legacy Walk, une exposition publique extérieure à Chicago qui célèbre l'histoire et les personnes lesbiennes, gays, bisexuels et transgenres (LGBT) en 2014. Elle est aussi distinguée dans un Google Doodle à l'occasion de ce qui aurait été son 64e anniversaire en 2015. Ce Google Doodle est réutilisé lors de la journée internationale des femmes en 2017. La Serra House de l'université Stanford, située dans le Lucie Stern Hall, est rebaptisée Sally Ride House en 2019. L'United States Postal Service (USPS) émet un timbre postal de première classe en son honneur en 2018 et Ride apparaît comme l'une des deux premières lauréates de la série de pièces américaines d'un quart de dollar American Women en mars 2022. Elle est ainsi la première personne LGBT connue à apparaître sur une pièce de monnaie aux États-Unis. Elle est citée par le président des États-Unis Barack Obama durant le discours sur l'état de l'Union le 12 janvier 2016.
Le 1er avril 2022, un satellite nommé d'après Ride (ÑuSat 27 ou Sally, COSPAR 2022-033R) est lancé dans l'espace dans le cadre de la constellation Aleph-1 de Satellogic. Le vaisseau spatial Cygnus utilisé pour la mission NG-18 (en) est nommé S.S. Sally Ride en son honneur. Son lancement est réussi le 7 novembre 2022.
Deux marques ont créé des figurines ou poupées à son image : Lego en 2017 dans sa série Women of NASA et Mattel en 2019 pour sa série Inspiring Women de Barbie,. Dans la série de Lego, elle côtoie les poupées d'autres personnalités féminines de la NASA comme l'informaticienne Margaret Hamilton, l'astronaute afro-américaine Mae Jemison et l'astronome Nancy Roman.
Une allusion à son nom est utilisée pour nommer le héros du jeu vidéo Mass Effect: Andromeda ; cependant contrairement au nom de famille de Sally, le nom dans le jeu est « Ryder » et non « Ride ». La chanson de Billy Joel We Didn't Start the Fire (1989) mentionne Sally Ride et Janelle Monáe a sorti une chanson intitulée Sally Ride (2013). Elle fait un caméo dans l'épisode Godspeed de la série télévisée Les Anges du bonheur (1999). Le rôle de Sally Ride est interprété par l'actrice Ellen Wroe dans la série télévisée For All Mankind. Dans le film Valley Girl (2020), une référence est faite à Ride. Une pièce de théâtre, Dr Ride's American Beach House, de la dramaturge Liza Birkenmeier est lancée en 2019,. Le film documentaire américainSally écrit et réalisé par Cristina Costantini et sorti en 2025 lui est consacré.

## Publications notables
- (en) Sally Ride et Susan Okie, To Space and Back, New York, HarperTrophy, 1989 (ISBN 0-688-09112-1).
- (en) Sally Ride et Tam O'Shaughnessy, Voyager: An Adventure to the Edge of the Solar System, Sally Ride Science, 1992 (ISBN 0-517-58157-4).
- (en) Sally Ride et Tam O'Shaughnessy, The Mystery of Mars, New York, Crown, 1999 (ISBN 0-517-70971-6, lire en ligne).
- (en) Sally Ride et Tam O'Shaughnessy, Exploring our Solar System, New York, Crown Publishers, 2003 (ISBN 0-375-81204-0, lire en ligne).
- (en) Sally Ride et Tam O'Shaughnessy, The Third Planet: Exploring the Earth from Space, Sally Ride Science, 2004 (ISBN 0-9753920-0-X).
- (en) Sally Ride Science, What Do You Want to Be? Explore Space Sciences, Sally Ride Science, 2004 (ISBN 0-9753920-1-8).
- (en) Sally Ride et Mike Goldsmith, Space (Kingfisher Voyages), London, Kingfisher, 2005 (ISBN 0-7534-5910-8, lire en ligne).
- (en) Sally Ride et Tam O'Shaughnessy, Mission planet Earth: our world and its climate-and how humans are changing them, New York, Flash Point/Roaring Brook Press, 2009 (ISBN 978-1-59643-310-6, lire en ligne ), 80.
- (en) Sally Ride et Tam O'Shaughnessy, Mission—save the planet: things you can do to help fight global warming, New York, Roaring Brook Press, 2009 (ISBN 978-1-59643-379-3, lire en ligne).